# Loxioda ectherma
Loxioda ectherma là một loài bướm đêm trong họ Noctuidae.